# Stig-André Berge
Stig-André Berge (Oslo, 20 de julio de 1983) es un deportista noruego que compite en lucha grecorromana.
Participó en tres Juegos Olímpicos de Verano, entre los años 2008 y 2016, obteniendo una medalla de bronce en Río de Janeiro 2016, en la categoría de 59 kg.
Ganó una medalla de bronce en el Campeonato Mundial de Lucha de 2014 y tres medallas de plata en el Campeonato Europeo de Lucha entre los años 2007 y 2019.

## Palmarés internacional
| Juegos Olímpicos   | Juegos Olímpicos        | Juegos Olímpicos  | Juegos Olímpicos |
| Año                | Lugar                   | Medalla           | Categoría        |
| ------------------ | ----------------------- | ----------------- | ---------------- |
| 2016               | Río de Janeiro (Brasil) | Medalla de bronce | 59 kg            |
| Campeonato Mundial |                         |                   |                  |
| Año                | Lugar                   | Medalla           | Categoría        |
| 2014               | Taskent (Uzbekistán)    | Medalla de bronce | 59 kg            |
| Campeonato Europeo |                         |                   |                  |
| Año                | Lugar                   | Medalla           | Categoría        |
| 2007               | Sofía (Bulgaria)        | Medalla de plata  | 60 kg            |
| 2018               | Kaspisk (Rusia)         | Medalla de plata  | 63 kg            |
| 2019               | Bucarest (Rumania)      | Medalla de plata  | 63 kg            |